# Louisville (Tennessee)
Pour les articles homonymes, voir Louisville.
Louisville est une ville du comté de Blount dans l'État du Tennessee. Elle est incluse dans l'aire de l'agglomération de Knoxville.

## Source
- (en) Cet article est partiellement ou en totalité issu de l’article de Wikipédia en anglais intitulé « Louisville, Tennessee » (voir la liste des auteurs).